# Ernesto Gastaldi
Ernesto Gastaldi (Graglia, 10 settembre 1934) è uno sceneggiatore, regista e scrittore italiano.
Nel ventennio 1960-1980 ha lavorato a oltre cento pellicole, collaborando, tra gli altri, con Mario Camerini, Mario Bava, Lucio Fulci, Damiano Damiani, Michele Lupo, Riccardo Freda, Antonio Margheriti, Tonino Valerii e Sergio Leone. In questo periodo è stato uno tra i più importanti e prolifici sceneggiatori dei generi giallo, spaghetti-western e del noir. Tra i più noti titoli La frusta e il corpo; I giorni dell'ira; Lo strano vizio della signora Wardh; Milano odia: la polizia non può sparare; Il mio nome è Nessuno e Il grande duello.
Ha diretto sei film come regista. Ha inoltre pubblicato una dozzina di libri, per lo più di genere thriller, fantascientifico o umoristico. Ha per lo più lavorato sotto gli pseudonimi di Julian Berry, Julyan Perry ed Ernst Gasthaus.

## Biografia
Entrò al Centro sperimentale di cinematografia di Roma nel 1955, dove si diplomò nel 1957. Nel 1967 si è laureato in economia e commercio presso l'Università degli Studi di Roma "La Sapienza". Dal 1955 vive a Roma, dove ha sposato l'attrice Mara Maryl nel 1960. Insieme hanno avuto tre figli: Amarilli Gastaldi (nata nel 1961); Costantino Gastaldi (nato nel 1966 e morto nel 1989);  Sciltian Gastaldi (nato nel 1974), docente, scrittore e giornalista. 
Tra la fine degli anni cinquanta e i primi anni sessanta pubblica alcuni romanzi gialli usando vari pseudonimi e alcuni romanzi brevi e racconti di fantascienza con lo pseudonimo di Julian Berry; è tra i pochissimi autori italiani del genere a essere pubblicato col suo nome in una rivista statunitense, The Magazine of Fantasy and Science Fiction, nel 1965, con il racconto La fine dell'eternità (tradotto in inglese da Harry Harrison, pubblicato anche in tedesco e inedito in Italia).
Il primo film scritto da Gastaldi fu L'amante del vampiro (1960) di Renato Polselli, del quale curò sia il soggetto che la sceneggiatura. Nell'ambiente cinematografico questo primo lavoro convinse al punto che già nel biennio 1960-1962 a Gastaldi fu commissionato il soggetto o la sceneggiatura di altri 19 film, quasi tutti firmati con gli pseudonimi di Julian Berry, Julyan Perry ed Ernst Gasthaus. Nel 1965 esordisce dietro la macchina da presa con Libido, giallo-gotico, dirigendo il debutto di Giancarlo Giannini.
Gastaldi collaborò al trattamento originale di C'era una volta in America di Sergio Leone (1984).
Nel 1973 scrive, ancora per la regia di Tonino Valerii, Il mio nome è Nessuno, film nato da un'idea di Sergio Leone, una sorta di omaggio al cinema leoniano e al western in generale.
La pupa del gangster è forse il film col cast italiano più prestigioso tra i lavori firmati da Gastaldi: Sophia Loren, Marcello Mastroianni, Aldo Maccione, Alvaro Vitali e Leopoldo Mastelloni, per la regia di Giorgio Capitani.
Nel 2024, partecipa nel ruolo di se stesso al documentario Pretendo l'inferno, per la regia di Eugenio Ercolani.
Parallelamente alla carriera di regista e scrittore, porta avanti varie attività imprenditoriali nel campo informatico e tecnologico; particolarmente noto è il programma statistico PITOTO: progettato da lui con l'ausilio del suo amico Luca Pivato, e di altri giovani informatici, consentiva di realizzare dei sistemi di successo per il gioco del Totocalcio.
Degni di nota furono anche alcuni prototipi di robot, realizzati da lui stesso negli anni ottanta incorporando la tecnologia dei Sonar.
Secondo la professoressa Irene Pegaldessi, Gastaldi fu il miglior laureato in economia del 1967 dell'Università degli Studi di Roma "La Sapienza".
Di lui Quentin Tarantino dice: "Ernesto Gastaldi è il miglior scrittore del mondo". 

## Filmografia

### Filmografia parziale
- L'amante del vampiro, regia di Renato Polselli (1960)
- Che femmina!! e... che dollari!, regia di Giorgio Simonelli (1961)
- Pesci d'oro e bikini d'argento, regia di Carlo Veo (1961)
- Rocco e le sorelle, regia di Giorgio Simonelli (1961)
- Akiko di Luigi Filippo D'Amico (1961)
- Le avventure di Mary Read, regia di Umberto Lenzi (1961)
- Il terrore dei mari, regia di Domenico Paolella (1961)
- Lycanthropus, regia di Paolo Heusch (1961)
- Ultimatum alla vita, regia di Renato Polselli (1962)
- L'orribile segreto del dr. Hichcock, regia di Riccardo Freda (1962)
- Marte, dio della guerra, regia di Marcello Baldi (1962)
- La frusta e il corpo, regia di Mario Bava (1963)
- Il mostro dell'Opera, regia di Renato Polselli (1964)
- I giganti di Roma, regia di Antonio Margheriti (1964)
- La vendetta di Spartacus, regia di Michele Lupo (1964)
- La cripta e l'incubo, regia di Camillo Mastrocinque (1964)
- La decima vittima, regia di Elio Petri (1965)
- La lama nel corpo, regia di Elio Scardamaglia (1966)
- Per 100.000 dollari t'ammazzo, regia di Giovanni Fago (1967)
- Flashman, regia di Mino Loy (1967)
- I giorni dell'ira, regia di Tonino Valerii (1967)
- Troppo per vivere... poco per morire, regia di Michele Lupo (1967)
- Il dolce corpo di Deborah, regia di Romolo Guerrieri (1968)
- Cin cin... cianuro, regia di Ernesto Gastaldi (1968)
- Uno di più all'inferno, regia di Giovanni Fago (1968)
- Sono Sartana, il vostro becchino, regia di Giuliano Carnimeo (1969)
- I vigliacchi non pregano, regia di Mario Siciliano (1969)
- Delitto quasi perfetto, regia di Mario Camerini (1969)
- Una nuvola di polvere... un grido di morte... arriva Sartana, regia di Giuliano Carnimeo (1970)
- Le foto proibite di una signora per bene, regia di Luciano Ercoli (1970)
- Lo strano vizio della signora Wardh, regia di Sergio Martino (1971)
- Il tuo vizio è una stanza chiusa e solo io ne ho la chiave, regia di Sergio Martino (1971)
- La coda dello scorpione, regia di Sergio Martino (1971)
- La lunga spiaggia fredda, regia di Ernesto Gastaldi (1971)
- L'uomo più velenoso del cobra, regia di Bitto Albertini (1971)
- La morte cammina con i tacchi alti, regia di Luciano Ercoli (1971)
- La preda e l'avvoltoio (Un dólar de recompensa), regia di Rafael Romero Marchent (1972)
- Tutti i colori del buio,regia di Sergio Martino (1972)
- Perché quelle strane gocce di sangue sul corpo di Jennifer?, regia di Giuliano Carnimeo (1972)
- La morte accarezza a mezzanotte, regia di Luciano Ercoli (1972)
- Si può fare... amigo, regia di Maurizio Lucidi (1972)
- Una ragione per vivere e una per morire, regia di Tonino Valerii (1972)
- I corpi presentano tracce di violenza carnale, regia di Sergio Martino (1973)
- Il mio nome è Nessuno, regia di Tonino Valerii (1973)
- Milano trema: la polizia vuole giustizia, regia di Sergio Martino (1973)
- Milano odia: la polizia non può sparare, regia di Umberto Lenzi (1974)
- L'uomo senza memoria, regia di Duccio Tessari (1974)
- La pupa del gangster, regia di Giorgio Capitani (1975)
- Fango bollente, regia di Vittorio Salerno (1975)
- Sahara Cross, regia di Tonino Valerii (1977)
- Il cinico, l'infame, il violento, regia di Umberto Lenzi (1977)
- Concorde Affaire '79, regia di Ruggero Deodato (1979)
- Il fiume del grande caimano, regia di Sergio Martino (1979)
- Mi faccio la barca , regia di Sergio Corbucci (1980)
- Assassinio al cimitero etrusco, regia di Sergio Martino (1982)
- 2019 - Dopo la caduta di New York, regia di Sergio Martino (1982)
- La fine dell'eternità, regia di Ernesto Gastaldi (1984)
- Pizza Connection, regia di Damiano Damiani (1985)
- L'assassino è ancora tra noi, regia di Camillo Teti (1986)
- Sicilian Connection, regia di Tonino Valerii (1987)
- Stradivari, regia di Giacomo Battiato (1988)

### Regista
- Libido, insieme a Vittorio Salerno (1965)
- Cin cin... cianuro (1968)
- La lunga spiaggia fredda (1971)
- Notturno con grida, insieme a Vittorio Salerno (1981)
- La fine dell'eternità (1984)
- L'uovo del cuculo (1992)

## Opere (parziale)

### Romanzi
Fantascienza
- Iperbole infinita Urania, nº 220, Arnoldo Mondadori Editore, Milano – come Julian Berry (1960)
- Tempo zero, I romanzi del Cosmo 60, Ponzoni Editore (1960); in Alla deriva nello spazio Tempo zero, Cosmo, I capolavori della fantascienza 29, Ponzoni Editore, romanzo breve – come Julian Berry (1964)
- Il lodo Alfa, collana Autori contemporanei, Edizioni Il Foglio (2009) ISBN 9788876062117

Gialli
- Brivido sulla schiena, selezione di gialli americani – come Freddy Foster (1957)
- Sangue in tasca, gialli della metropoli, 1958 – come James Duffy (1958)

### Memorie
- I quaranta belanti, Livorno, Nistri Lischi Editore (1975)
- Voglio entrare nel Cinema. Storia di uno che ce l'ha fatta, Milano, Biblioteca Umoristica Arnoldo Mondadori Editore (1991)

## Teatro
- A... come assassino – premio IDI (1957)